# ハム (ジーク)
ハム (ジーク) (独: Hamm (Sieg))は、ドイツ連邦共和国 ラインラント＝プファルツ州アルテンキルヒェン郡にある町村。ジーク川沿いにあり、アルテンキルヒェンの北東約10km、ボンの東約40kmに位置する。
ハム (ジーク)連合自治体 (独: Verbandsgemeinde Hamm (Sieg)) の行政庁所在地でもある。